# Liga de Rusia de balonmano
La Superliga rusa es la primera división de balonmano de Rusia.

## Palmarés
| Temporada | Equipo                          |
| 1993      | Neva St. Petersburg             |
| 1994      | Chejovskie Medvedi (CSKA Moscú) |
| 1995      | Chejovskie Medvedi (CSKA Moscú) |
| 1996      | Kaustik Volgograd               |
| 1997      | Kaustik Volgograd               |
| 1998      | Kaustik Volgograd               |
| 1999      | Kaustik Volgograd               |
| 2000      | Chejovskie Medvedi (CSKA Moscú) |
| 2001      | Chejovskie Medvedi (CSKA Moscú) |
| 2002      | Chejovskie Medvedi              |
| 2003      | Chejovskie Medvedi              |
| 2004      | Chejovskie Medvedi              |
| 2005      | Chejovskie Medvedi              |
| 2006      | Chejovskie Medvedi              |
| 2007      | Chejovskie Medvedi              |
| 2008      | Chejovskie Medvedi              |
| 2009      | Chejovskie Medvedi              |
| 2010      | Chejovskie Medvedi              |
| 2011      | Chejovskie Medvedi              |
| 2012      | Chejovskie Medvedi              |
| 2013      | Chejovskie Medvedi              |
| 2014      | Chejovskie Medvedi              |
| 2015      | Chejovskie Medvedi              |
| 2016      | Chejovskie Medvedi              |
| 2017      | Chejovskie Medvedi              |
| 2018      | Chejovskie Medvedi              |
| 2019      | Chejovskie Medvedi              |
| 2020      | Chejovskie Medvedi              |
| 2021      | Chejovskie Medvedi              |

## Clubes 2017-18
- Chejovskie Medvedi
- Saint Petersburg HC
- Dinamo Astrakhan
- SKIF Krasnodar
- Medvedi Perm
- Dynamo Stavropol HC
- SGAU Saratov
- Kaustik Volgograd
- UGNTU-VNZM Ufa
- Sungul Sneschinsk
- Spartak de Moscú
- UOR Moscú